# Rubén Ruiz Díaz
Rubén Martín Ruiz Díaz Romero (Assunção, 11 de novembro de 1969) é um ex-futebolista paraguaio, que atuava como goleiro. 

## Carreira
Ruiz Díaz representou a Seleção Paraguaia de Futebol nas Olimpíadas de 1992.